# 11309 Malus
11309 Malus (1993 PC7) là một tiểu hành tinh vành đai chính được phát hiện ngày 15 tháng 8 năm 1993 bởi E. W. Elst ở Caussols.